# Поэт

Памятник русскому поэту А. С. Пушкину работы М. К. Аникушина на площади Искусств в Санкт-Петербурге

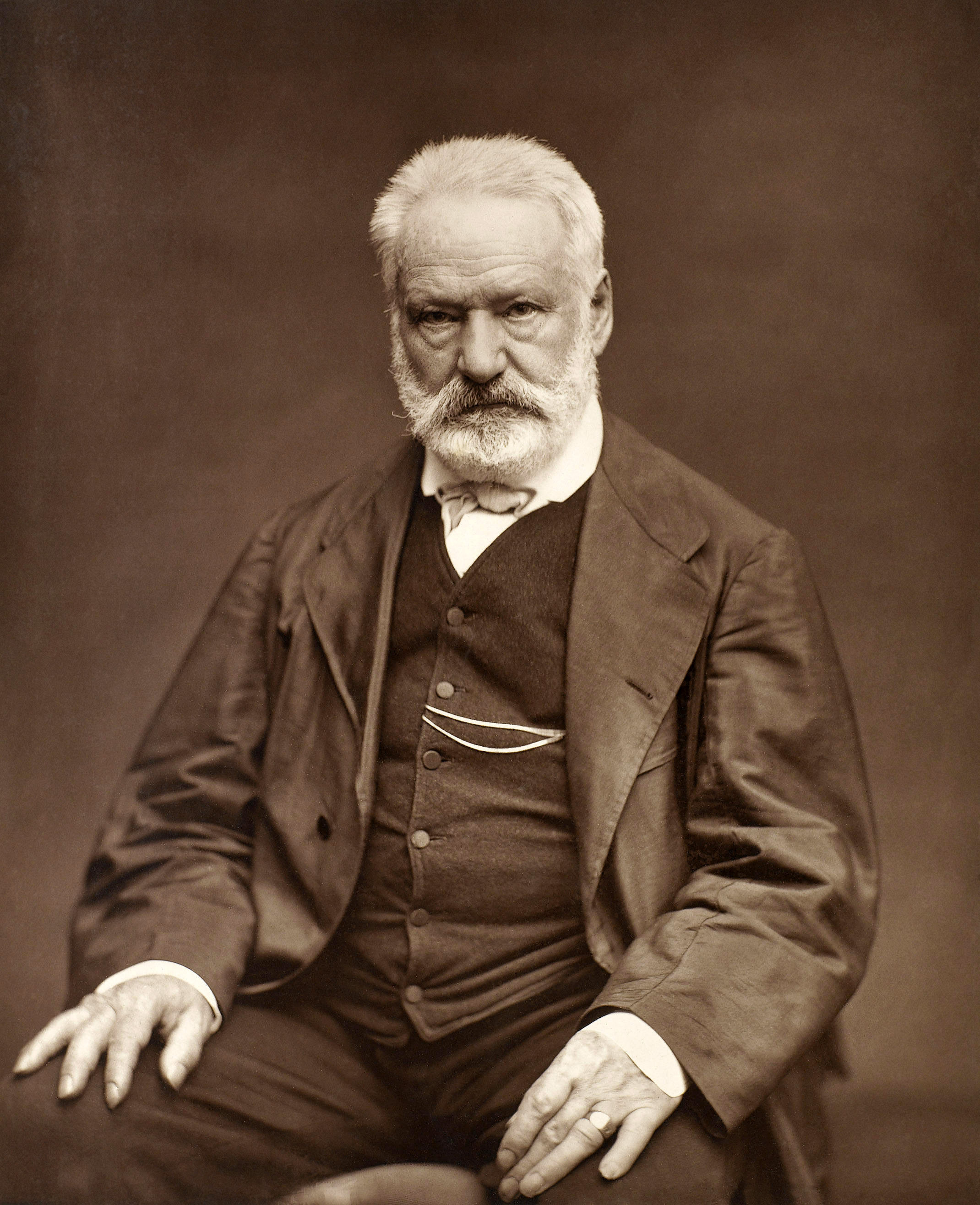
Портрет французского поэта и прозаика Виктора Гюго работы Этьенна Каржа

Поэ́т, поэтесса (от др.-греч. ποιητής — стихотво́рец) — писатель, создающий произведения в стихах, автор стихотворных, поэтических произведений.

## Фигура поэта в истории
На протяжении многих столетий люди, активно занимавшиеся стихосложением, получали финансовую поддержку от богатых покровителей — первоначально от выдающихся представителей аристократии. Так, в Древнем Риме Гай Цильний Меценат, близкий к императору Октавиану Августу, был важным покровителем крупнейших поэтов, в том числе Горация и Вергилия. В то же время в определённые периоды истории занятия поэзией могли входить в число важных форм досуга самих аристократов — в Европе, в частности, в эпоху Высокого средневековья среди трубадуров было немало представителей знати, в том числе крупный феодал и виднейший поэт Карл Орлеанский.
Со временем перед поэтами открылись возможности литературного заработка — первоначально со стороны театра, ставшего основным источником дохода, например, для Уильяма Шекспира (классическая драматургия часто использовала стихотворную форму). К XIX веку в европейских странах сформировался платёжеспособный спрос сравнительно широкой читательской аудитории на книжные издания, в том числе поэтические, что позволило наиболее популярным поэтам — таким, как Уильям Вордсворт и Роберт Бернс — сделать доход от продажи книг одним из основных источников своего существования.

## Представления о природе и задачах поэтического творчества
Древнейшим является представление о том, что поэтическая одарённость, как и способность к другим видам искусства, является врождённой: ещё Марк Туллий Цицерон говорил в 61 году до н. э., что
Занятия другими предметами основываются на изучении, на наставлениях и на науке; поэт же обладает своей мощью от природы, он возбуждается силами своего ума и как бы исполняется божественного духа.
Это представление дожило до XIX века: в частности, Владимир Даль в «Толковом словаре живого великорусского языка» определяет поэта как человека, одарённого от природы способностью чувствовать, сознавать поэзию и передавать её словами, творить изящное.